# Brenno il nemico di Roma
Brenno il nemico di Roma è un film del 1963 diretto da Giacomo Gentilomo. Appartiene al genere storico e il cast comprende, tra gli altri, Massimo Serato, Tony Kendall, Gordon Mitchell e Nerio Bernardi.

## Trama
Roma, primi anni del IV secolo a.C. Il re gallico Brenno muove dall' Europa del nord, verso la città eterna. Nell'Urbe le alte sfere politico-militari si perdono in tresche con le nobildonne locali e il barbaro ha vita facile. I Romani riconoscono la sconfitta e gli promettono una sacerdotessa, ma il di lei fidanzato Quinto Fabio, saputa la cosa, la rapisce. Brenno reagisce affrontando e sconfigge i Romani, giungendo fino a Roma, dal cui saccheggio ottiene un notevole bottino; Quinto Fabio però ritorna a Roma, affronta Brenno e lo uccide in battaglia. La trama del film non corrisponde alla reale vicenda del sacco di Roma del 390 a.C., quando i Galli Senoni guidati da Brenno saccheggiarono e occuparono la città.